# 卡赖库迪
卡赖库迪（Karaikkudi），是印度泰米尔纳德邦Sivaganga县的一个城镇。总人口86422（2001年）。

## 人口
该地2001年总人口86422人，其中男性43115人，女性43307人；0—6岁人口9084人，其中男4656人，女4428人；识字率79.04%，其中男性为83.64%，女性为74.45%。